# بابلو بيريرا (لاعب كرة طائرة)
بابلو بيريرا (18 يناير 1974 في الأرجنتين - ) (بالإسبانية: Pablo Pereira)‏ هو لاعب كرة طائرة الأرجنتين. شارك في الألعاب الأولمبية الصيفية 1996 والألعاب الأولمبية الصيفية 2000.

## وصلات خارجية
- بابلو بيريرا على موقع دوري الدرجة الأولى الإيطالي للكرة الطائرة - رجال (الإيطالية)
- بابلو بيريرا على موقع أوليمبيديا (الإنجليزية)